# Mesiphiastus subfulvescens
Mesiphiastus subfulvescens là một loài bọ cánh cứng trong họ Xén Tóc.